# Tomonubu Imamichi
Tomonubu Imamichi (今道 友信 Imamichi Tomonobu?,  nacido Tokio, (también Tomonobu Imamichi) 19 de noviembre de 1922 – 13 de octubre de 2012) fue un filósofo japonés que estudió la filosofía china.

## Vida
Enseñó en Europa (París y Alemania), así como en Japón (también fue profesor emérito de la Universidad de Palermo). A partir de 1979 él fue el presidente de la Centre International pour l'Étude Comparée de Philosophie et d'Esthétique y después de 1997, del Instituto Internacional de Filosofía. En 1976 fundó la revista Aesthetics.
Tradujo la Poética de Aristóteles en japonés (en 1972) y ha escrito numerosos libros en japonés. Imamichi es un partidario de la comunicación entre culturas. Él ha caracterizado la filosofía occidental como un intento de lograr una vista de Dios (das en-dem-Gott-sein, para ser en el ser de Dios) y la filosofía oriental como un intento de estar en el mundo (das in-der-Welt -sein). Imamichi ve en ambas posturas dos humanismos incompletas y complementarias, y observa que, desde la publicación de El Libro del Té, algunos filósofos occidentales han adoptado una postura más oriental, mientras que otros filósofos orientales han intentado alcanzar el Absoluto o el Eterno.
Tomonubu Imamichi fue el padre de guitarrista y compositor japonés, Tomotaka Imamichi.